# Arena Leipzig
Arena Leipzig er en arena i Leipzig, bygget i 2002, der dels benyttes af håndboldklubben HC Leipzig. Der er plads til 8.000 tilskuere til sportslige begivenheder og 12.000 til koncerter. 